# Осибона, Феми
Олуфеми Адегоке Осибона (умер в ноябре 2021 года) — нигерийский бизнесмен и глава частной девелоперской компании Fourscore Homes из Лагоса.
Осибона получил образование в школе Мэйфлауэр в Икенне, а затем получил степень бакалавра в области бизнеса и финансов, как сообщается, в Кройдонском университете в Англии, хотя такого учебного заведения не существует.
Компания Fourscore Homes заказала строительство трех высотных зданий, трех «360 Degrees Towers», по адресу дом 44BCD, шоссе Джерард, Икойи. 1 ноября 2021 года один из них рухнул, в результате чего не менее 36 человек погибли и еще несколько пропали без вести. Осибона находился внутри здания во время обрушения, и его тело было обнаружено 4 ноября.
Осибона также работал продавцом обуви и разработал недвижимость на Альбион Драйв, Хакни, Лондон, в Атланте, Джорджия, и недалеко от Йоханнесбурга, Южная Африка. Он был евангелистом и членом Небесной Церкви Христа .